# Here I Am (album av Marion Raven)
Here I Am är den norska sångerskan Marion Ravens debutalbum som solartist, släppt under hösten 2005. Hon hade tidigare varit den ena halvan av gruppen M2M, som bestod av henne själv och hennes barndomsvän Marit Larsen.

## Låtlista
1. "End of Me" (Marion Raven, Max Martin, Rami) - 4:29
2. "Here I Am" (Marion Raven, Max Martin, Rami) - 3:50
3. "Break You" (Max Martin, Dr. Luke) - 3:10
4. "Crawl" (Marion Raven, Danielle Brisebois, Jimmy Harry) - 3:47
5. "Little by Little" (Marion Raven, Max Martin, Rami, Peter Svensson) - 3:59
6. "Get Me out of Here" (Marion Raven, Greg Kurstin, Richie Andruska, John Deley, Jamie Siegel) - 3:29
7. "13 Days" (Marion Raven, Chantal Kreviazuk, Raine Maida) - 3:06
8. "For You I'll Die" (Marion Raven) - 4:49
9. "Let Me Introduce Myself" (Marion Raven) - 3:41
10. "Heads Will Roll" (Marion Raven, Nikki Sixx, James Michael) - 3:16
11. "At the End of the Day" (Marion Raven, Art Alexakis) - 3:59
12. "Six Feet Under" (Marion Raven, Max Martin, Rami) - 3:26
13. "Gotta Be Kidding" (Marion Raven, Max Martin, Rami, Camela Leivert) - 3:47
14. "In Spite of Me" (Marion Raven, Max Martin, Rami, Alexandra Talomaa) - 4:16